# Parapediasia paranella
Parapediasia paranella là một loài bướm đêm trong họ Crambidae.